# 伊達市立大滝徳舜瞥学校
伊達市立大滝徳舜瞥学校（だてしりつ おおたきとくしゅんべつがっこう）は、北海道伊達市大滝区にある公立の義務教育学校。

## 概要
- 本校は、大滝中学校と大滝小学校を統合し、胆振管内初の義務教育学校として開校した。

## 沿革
- 2019年（平成31年・令和元年）
  - 4月1日 - 開校。校舎は、旧大滝小学校の校舎を使用する。
  - 4月8日 - 開校式と第1回入学式挙行。最初の新入生は、1年生2名、7年生（中学1年生相当）5名の計7名。この新入生を含め、前期課程15名、後期課程30名の計45名で、スタートを切った[1]。
  - 6月22日 - 第1回連合大運動会開催。
- 2020年（令和2年）3月12日 - 第1回卒業証書授与式挙行。最初の卒業生は、9年生（中学3年生相当）4名。

## 学区
- 大滝区（全域）[2][3]

## 周辺
- 国道453号
- ケアハウスクアリゾート453

## アクセス
- 道南バス「伊達大滝倶知安」線で、「大滝徳舜瞥学校」バス停下車。